# Каскад ГЭС на Янцзы

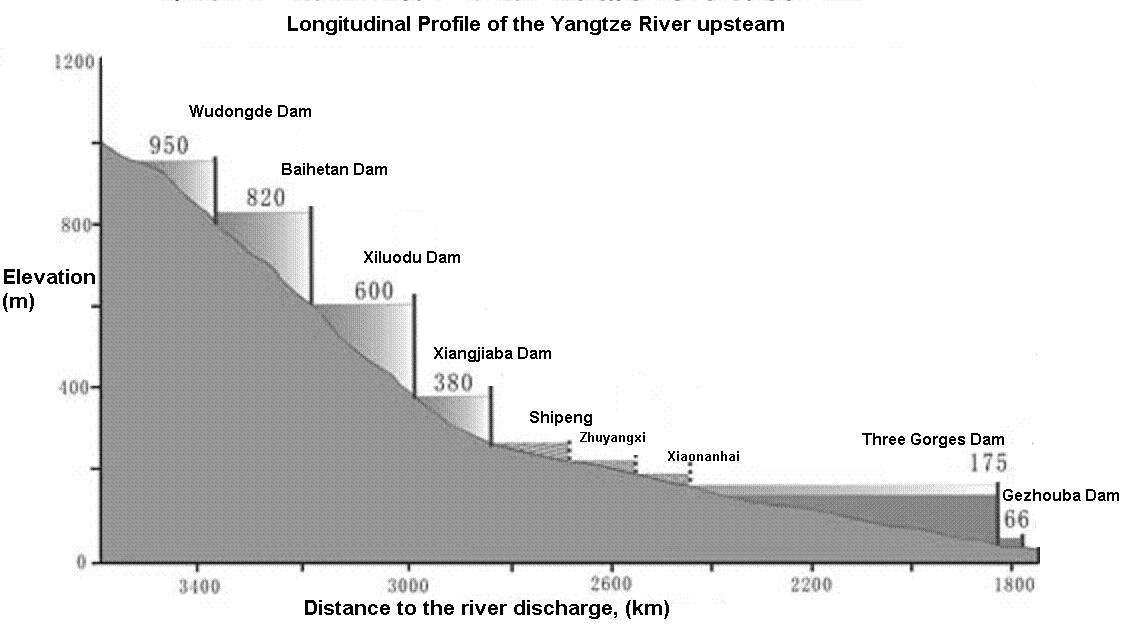
Профиль реки Янцзы с указанием расстояния от её устья и высоты НУМ. Расположение и параметры ГЭС каскада.

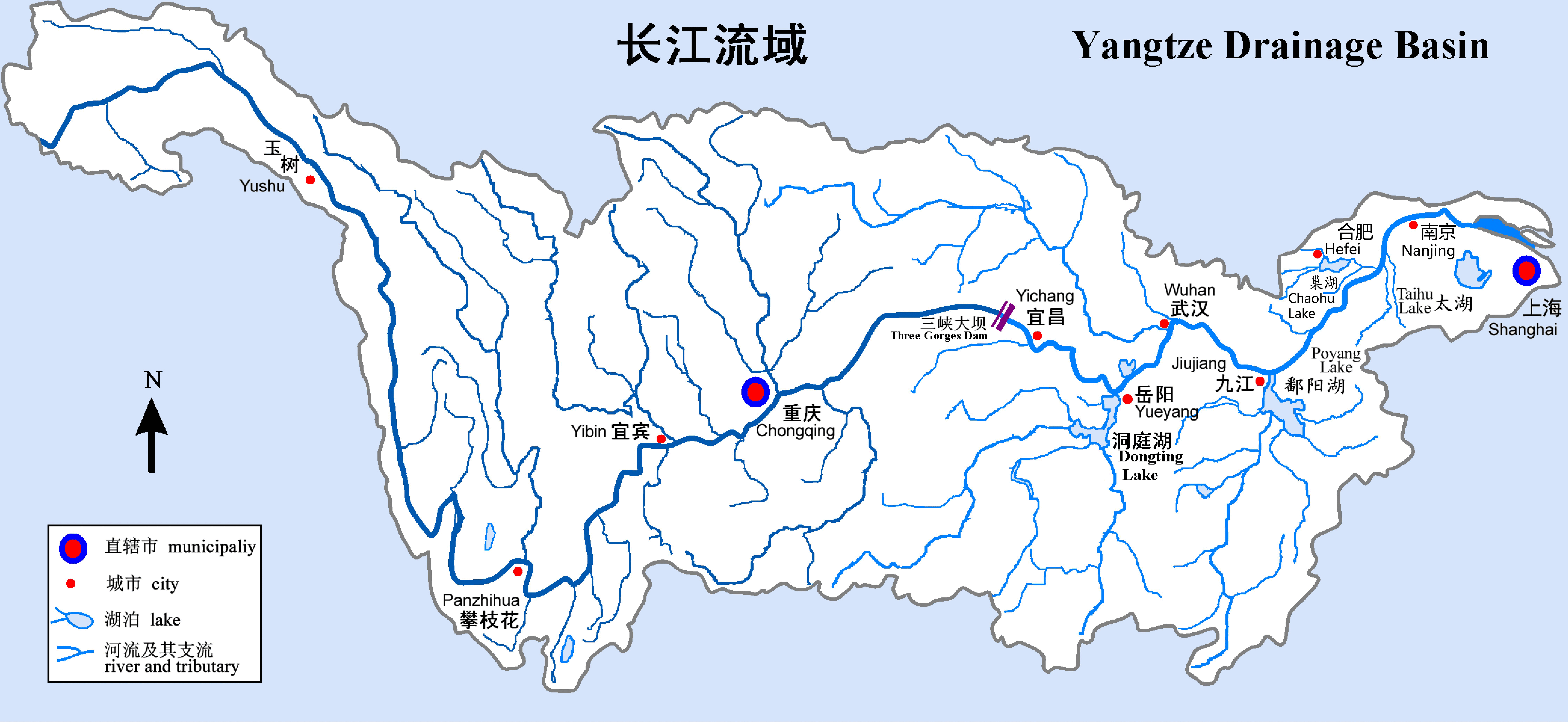
Бассейн реки Янцзы.

Каскад ГЭС на Янцзы — крупнейший в мире каскад гидроэлектростанций общей мощностью более 70 ГВт, расположенный на реке Янцзы в Китае, включает в себя мощнейшую в мире ГЭС Три ущелья.

## Общие сведения
Каскад гидроэлектростанций расположен на реке Янцзы длиной 6300 км, с площадью бассейна 1 808 500 км² и расходом воды в устье — 31 900 м³/с или 1070 км³/год. Янцзы является четвертой рекой в мире по полноводности, общее падение реки от её истока составляет 5600 м. Река обладает муссонным характером с ярко выраженным половодьем летом и меженью зимой. Интенсивные летние дожди стали причиной сильных наводнений на Янцзы в 1870, 1896, 1931, 1949, 1954 и 1998 годах. Таким образом, при создании каскада ГЭС на реке преследуются цели:
- выработки электроэнергии;
- снижения паводков на реке;
- улучшения условий судоходства;
- уменьшения эрозии русла;
- улучшения условий водопользования.

По состоянию на начало 2023 года, каскад включает в себя 6 ГЭС общей мощностью около 72 ГВт. Еще три гидроэлектростанции каскада находятся на стадии проектирования. Ниже приводится таблица с основными параметрами ГЭС каскада по порядку их следования от устья:
| № п/п | Гидроэлектро- станция | Год ввода в эксплуатацию | Высота дамбы, м | Мощность, МВт | Среднегодовая выработка, млрд кВт⋅ч | Комментарий |
| ----- | --------------------- | ------------------------ | --------------- | ------------- | ----------------------------------- | ----------- |
| 1     | Гэчжоуба              | 1988                     | 47              | 2 715         | 14,1                                |             |
| 2     | Три ущелья            | 2012                     | 185             | 22 500        | 80÷120                              |             |
| 3     | Сяонаньхай            | ??                       | ??              | ??            | ??                                  | Xiaonanhai  |
| 4     | Чжуянси               | ??                       | ??              | ??            | ??                                  | Zhuyangxi   |
| 5     | Шипэн                 | ??                       | ??              | ??            | ??                                  | Shipeng     |
| 6     | Сянцзяба              | 2014                     | 161             | 6 798         | 30,88                               | [ 2 ]       |
| 7     | Силоду                | 2014                     | 285,5           | 13 860        | 64,8                                |             |
| 8     | Байхэтань             | 2022                     | 289             | 16 000        | 60,24                               |             |
| 9     | Удундэ                | 2021                     | 270             | 10 200        | 38,91                               |             |

## Значение каскада для ГЭС Три ущелья

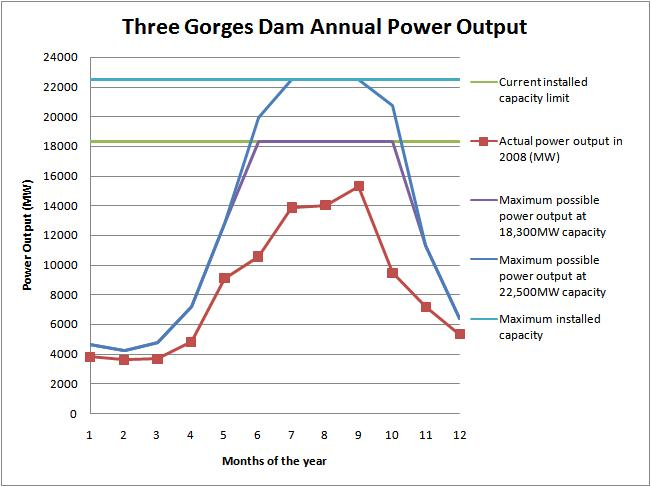
Выработка электроэнергии ГЭС «Три ущелья».

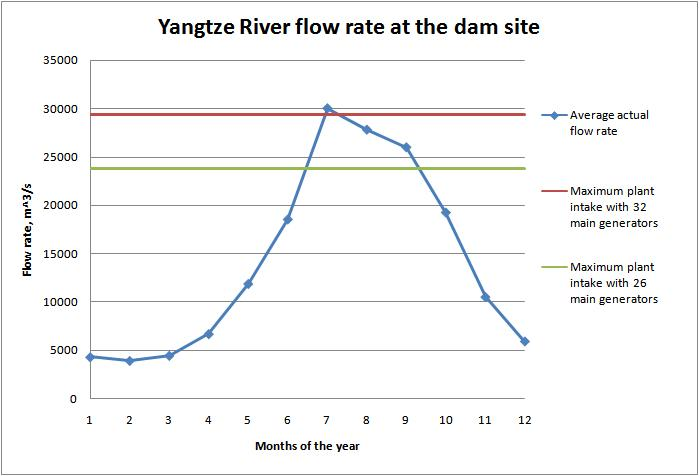
Приток воды в створе ГЭС по сравнению с возможностью сработки через генераторы.

В современном состоянии река Янцзы переносит большое количество взвешенных частиц ила, который должен в конечном итоге заполнить водохранилище электростанции. Строительство каскада в верхнем течении позволит избежать засорения водохранилища ГЭС Три ущелья, так как снизит эрозию русла в верхнем течении.
Зарегулированность притока к гидроэлектростанции позволяет безопасно срабатывать поступающую воду при более высоком напорном уровне, что увеличивает выработку электроэнергии станцией и делает эту выработку более равномерной в течение года. Так как максимальный напорный уровень плотины данной ГЭС составляет 109 м, а средний приток воды в створе ГЭС — 14 300 м³/сек, то, после завершения гидроузлов в верхнем течении реки, средняя выработка может достичь величины в диапазоне 115÷125 млрд  кВт⋅ч за год.

## Поворот китайских рек
Ирригационный проект отвода вод реки Янцзы на север, в бассейны рек Хуанхэ и Хай, общей стоимостью 59 млрд долларов. Включает в себя два канала длиной 1 300 км каждый, реализация проекта увязывается со строительством каскада ГЭС в верхнем течении реки.